# Mesaphorurinae
Sous-famille
Les Mesaphorurinae sont une sous-famille de collemboles de la famille des Tullbergiidae.

## Liste des genres
Selon Checklist of the Collembola of the World (version du 15 septembre 2019) :
- Ameritulla Bernard, 2016
- Boudinotia Weiner & Najt, 1991
- Delamarephorura Weiner & Najt, 1999
- Karlstejnia Rusek, 1974
- Marcuzziella Rusek, 1975
- Mesaphorura Börner, 1901
- Metaphorura Stach, 1954
- Mexicaphorura Palacios-Vargas & Catalán, 2013
- Mixturatulla Bernard, 2016
- Multivesicula Rusek, 1982
- Neotullbergia Bagnall, 1935
- Paratullbergia Womersley, 1930
- Pongeiella Rusek, 1991
- Prabhergia Salmon, 1965
- Psammophorura Thibaud & Weiner, 1994
- Rotundiphorura Rusek, 1991
- Sensilatullbergia Thibaud & Ndiaye, 2006
- Tullbergiella Izarra, 1965
- Wankeliella Rusek, 1975
- Weinera Thibaud, 1993

## Publication originale
- Dunger & Schlitt, 2011 : Synopses on Palaearctic Collembola, Volume 6/1. Tullbergiidae. Soil Organisms, vol. 83, no 1, p. 1-168.